# Autostrada D68 (Słowacja)
Autostrada D68 (słow. diaľnica D68) – była planowana autostrada na terenie Słowacji i Czechosłowacji. Miała ona połączyć Koszyce (D1) (D65) z granicą słowacko-węgierską w miejscowości Milhosť. Oznaczenie przestało istnieć w 1999 roku wraz ze zmianą numeracji autostrad na Słowacji. W jej miejscu istnieje aktualnie droga ekspresowa R4.

Planowana sieć autostrad w Czechosłowacji (1963). Na części słowackiej orientacyjny przebieg D68

## Przebieg
- Koszyce (D1) (D65 (aktualnie R2))
- Milhosť (granica słowacko-węgierska)